# 지방도 제920호선
지방도 제920호선은 경상북도 안동시 예안면 인계리와 청송군 진보면 신촌리를 잇는 경상북도의 지방도이다. 본래 종점은 영양군 영양읍 서부리였으나 2013년 영양 나들목 건설로 영양군과 청송군과 연계를 위해 노선을 청송군 진보면까지 연장하였다.

## 연혁
- 2003년 2월 20일: 기존 영덕군 지품면 신안리와 울진군 죽변면 죽변리를 잇던 연장 106.5km의 '지품~죽변선' 노선 폐지 및 안동시 예안면 인계리와 영양군 영양읍 서부리를 잇는 연장 24.6km의 '예안~영양선' 노선 신설[1]
- 2013년 5월 16일: 종점을 영양군 영양읍 서부리에서 청송군 진보면 신촌리로 21.4km 연장. 이에 따라 '예안~영양선'에서 '예안~진보선'이 됨.[2]
- 2021년 12월 6일: 실연장 반영으로 총 연장을 24.6km에서 45.64km로 변경함.[3]
- 2023년 9월 26일: 청송 ~ 영양간 도로(청송군 진보면 신촌리 ~ 영양군 석보면 답곡리) 2.47km 구간 신설 개통[4][5]
- 2024년 6월 26일: 예안 ~ 청기간 도로(안동시 예안면 인계리 ~ 영양군 청기면 정족리) 9.04km 구간 확장 개통, 기존 안동시 예안면 인계리 ~ 영양군 청기면 정족리 2.08km 구간 폐지[6][7]

## 주요 경유지
- 안동시
  - 예안면 인계리 (독골) - 동인교 - 안동고시원 - 인계리 - 동천리 - 장갈터널(407m)
- 영양군
  - 청기면 장갈터널(407m) - 토곡리 - 정족리 - 정족1교 - 정족2교 - 청기교 동단 - 청기리 - 행곡령
  - 영양읍 행곡령 - 서부리 - 우체국사거리 - 영서교 - 영양호국공원 - 현동교 - 현리 - 전곡리 - 소계터널(440m)
  - 석보면 소계터널(440m) - 소계리 - 옥계리 - 옥계교 - (석보교 동단) - 원리리 - 원리교 - 석보중학교 - 신 답곡교 - (답곡1리) - 답곡리 - 답곡터널(357m)
- 청송군
  - 진보면 답곡터널(357m) - 신촌리 (국도 제34호선과 분기)

## 중복 구간
- 영양군 청기면 정족2교 동단~청기교 동단: 지방도 제911호선과 중복
- 영양군 석보면 (석보교 동단)~(답곡1리): 지방도 제911호선과 중복

## 도로명
- 안동시 예안면 인계리 (독골)~영양군 청기면 정족2교 동단: 장갈로
- 영양군 청기면 정족2교 동단~청기교 동단: 청기로
- 영양군 청기면 청기교 동단~영양읍 우체국사거리: 팔수로
- 영양군 영양읍 우체국사거리~석보면 (석보교 동단): 석영로
- 영양군 석보면 (석보교 동단)~(답곡1리): 석보로
- 영양군 석보면 (답곡1리) ~ 답곡리: 답곡로
- 영양군 석보면 답곡리 ~ 청송군 진보면 신촌리: 신촌답곡로